# Luis Manuel Sánchez Cerro
Luis Manuel Sánchez Cerro es un caserío peruano ubicado en el distrito de Chalaco, perteneciente a la provincia de Morropón del departamento de Piura, al norte del Perú. 

## Ubicación
Luis Manuel Sánchez Cerro se ubica al noreste de la provincia de Morropón, en el distrito de Chalaco, en el departamento de Piura.

## Demografía
En 2017 Luis Manuel Sánchez Cerro tenía una población de 154 habitantes.